# Compras de asilo
Compras de asilo (em inglês: asylum shopping) é a expressão que designa a prática dos candidatos a asilo que se candidatam a asilo em vários países em simultâneo ou que se tentam candidatar num determinado país da sua preferência depois de já terem transitado por outros países. A expressão é usada habitualmente no contexto da União Europeia e do Espaço Schengen, mas também já foi usada pelo Tribunal Federal do Canadá, e demonstra que vários candidatos a asilo são meros consumidores que apenas procuram o melhor negócio em termos de asilo humanitário.
Os refugiados e os candidatos a asilo são protegidos por convenção internacional sob o princípio da não devolução (em francês: non-refoulement), que estabelece que um país não pode obrigar um refugiado ou um candidato a asilo a retornar ao seu país de origem apenas no caso de haver risco grave comprovado de perseguição nesse país. O Regulamento de Dublim que abrange a União Europeia estipula que os candidatos a asilo sejam devolvidos ao estado-membro onde a sua entrada na União Europeia foi registada pela primeira vez e onde foram recolhidas as primeiras impressões digitais. Em consequência do Regulamento de Dublim e do aumento da pressão migratória tem sido prática comum das autoridades dos estados-membros situados na fronteira externa da União Europeia serem permissivos com esta obrigação legal de fazer o registo destes candidatos a asilo para que os mesmos não lhes venham mais tarde a ser transferidos por outros estados-membros para onde se tenham deslocado. Um dos objetivos desta política da União Europeia é evitar que os candidatos a asilo fiquem em órbita, por exemplo, impedindo a transferência contínua de candidatos a asilo entre os estados-membros procurando fazer com que outros os aceitem. Um dos objetivos do Espaço de liberdade, de segurança e de justiça (ELSJ) é prevenir as chamadas compras de asilo (asylum shopping).
Na legislação europeia, o Regulamento de Dublim exige que os candidatos a asilo tenham a sua candidatura a asilo registada no primeiro país a que chegam, e que a decisão do primeiro estado-membro da UE em que se candidatam a asilo seja a única decisão final válida em todos os estados-membros da UE. No entanto, alguns candidatos a asilo resistem e recusam-se a serem registados no primeiro país da UE a que chegam porque preferem ir para outros estados-membros da UE. Por exemplo, alguns indivíduos procuram apenas candidatar-se a asilo na Alemanha e na Suécia, onde alegadamente existiriam economias mais prósperas, seria adotada uma abordagem mais séria em relação ao bem-estar e ao apoio à integração e onde os direitos fundamentais teriam maior probabilidade de serem cumpridos.
O grau de resistência ao cumprimento do Regulamento de Dublim chega a ser de tal forma elevado, que vários candidatos a asilo queimam intencionalmente os seus próprios dedos para evitar o controlo do registo de impressões digitais na Itália, para que assim possam candidatar-se a asilo num outro estado-membro da sua preferência. O registo das impressões digitais, conhecido como sistema Eurodac, é obrigatório e é usado para intercetar candidaturas a asilo múltiplas ou falsas. Na Irlanda, descobriu-se que dois terços dos candidatos a asilo cujas candidaturas foram recusadas já tinham sido registados pelas autoridades de fronteira do Reino Unido, e que um terço dos indivíduos afinal tinham uma nacionalidade diferente daquela que declaravam, como os tanzanianos que mentiam às autoridades declarando estarem a fugir da perseguição política na Somália.